# 2. évezred
| Évezredek i.e. | 10. | 9. | 8. | 7. | 6. | 5. | 4. | 3. | 2. | 1. | Időszámítás kezdete | 1. | 2. | 3. | 4. | 5. | 6. | 7. | 8. | 9. | 10. | Évezredek i.sz. |

A 2. évezred 1001. január 1-jétől 2000. december 31-éig tartott.

## Események
- Reneszánsz.
- Reformáció.
- Ipari forradalom kezdete.
- A nacionalizmus és a modern nemzetállam kialakulása.
- Európaiak felfedezik Amerikát.
- Amerika, Afrika és más földrészek gyarmatosítása.
- Két világháború (I. és II.).
- Egyesült Nemzetek Szervezete (ENSZ) megalapítása.
- Nők választójoga

## Híres személyek
- Aquinói Szent Tamás teológus
- Dzsingisz kán hadvezér és uralkodó
- Dante író, költő
- Johannes Gutenberg nyomdász
- Hunyadi Mátyás reneszánsz kori uralkodó
- Leonardo da Vinci, reneszánsz kori tudós és művész
- Michelangelo, reneszánsz művész
- Kolumbusz Kristóf, Amerika felfedezője
- Luther Márton, vallási reformer
- René Descartes filozófus és matematikus
- Galileo Galilei csillagász és fizikus
- William Shakespeare drámaíró
- Isaac Newton fizikus
- Johann Sebastian Bach zeneszerző
- Mária Terézia császárné, magyar királynő
- Charles Darwin természettudós, az evolúciós elmélet megalkotója
- Napoléon Bonaparte francia hadvezér és császár
- Karl Marx közgazdász és filozófus
- Albert Einstein fizikus, a relativitáselmélet megalkotója
- Marie Curie atomfizikusnő
- Vlagyimir Iljics Lenin és Joszif Visszarionovics Sztálin, diktátorok
- Albert Schweitzer orvos
- Mahátma Gandhi politikus
- Franklin D. Roosevelt politikus, amerikai elnök
- Adolf Hitler diktátor
- Raoul Wallenberg diplomata
- Marilyn Monroe filmcsillag
- II. János Pál pápa

## Felfedezések, találmányok
- Könyvnyomtatás
- Lőpor
- Termodinamika: gőzgép, hűtőgép
- Belsőégésű motor
- Elektromágneses indukció, áramfejlesztés, energiaszolgáltatás, energia-szállítás
- Evolúciós elmélet felfedezése
- Bakteriológia, virológia, immunológia, genetika, a DNS felfedezése
- Repülés
- Transzurán elemek, atomreaktor, nukleáris fegyver
- Irányított rakéta, űrhajózás, holdra szállás
- Kapitalizmus, szocializmus, globalizmus
- Tőzsde
- Számítógép és az internet
- Hormonális fogamzásgátlás